# Carlota Pomés i Coll
Carlota Pomés i Coll (Barcelona, 1911 - Vic, 2004) va ser una bibliotecària i escriptora catalana.
Filla del periodista tarragoní Ramon Pomés i Soler i esposa del pedagog i historiador Josep-Joan Piquer i Jover, va estudiar la carrera de Biblioteconomia a l'Escola Superior de la Dona entre els anys 1926 i 1929. El 1929 comença a treballar a la Biblioteca Popular de Pineda, substituint la seva directora. Poc després, substitueix Maria Fontserè en el servei de catalogació, registre, préstec i servei públic de la Biblioteca de Catalunya. En aquesta biblioteca continuarà fins a la seva jubilació, enllaçant diversos llocs de treball. El 1944 és nomenada bibliotecària del Cos Tècnic Femení de Bibliotecàries de la Diputació. A partir del febrer de 1949 demana diverses llicències i aconsegueix l'excedència, a conseqüència de la seva maternitat. El 1955 retorna a la Biblioteca de Catalunya i el 1957 obté una plaça definitiva de direcció de la Secció de Catalogació, que ja no deixarà fins a la seva jubilació el 1977. El 1949 comença a exercir de professora a l'Escola de Bibliotecàries. És l'autora de diversos articles de la revista Biblioteconomia. El 1976, juntament amb Núria Rossell col·labora en la tercera edició de la Classificació Decimal: adaptació per a les biblioteques catalanes, dirigida per Jordi Rubió i Balaguer.
Ja jubilada, s'instal·la amb el seu marit Josep-Joan Piquer i Jover a Vallbona de les Monges, i en aquesta població, el 1980 tots dos posen en marxa la biblioteca "El Verger", una col·lecció oberta a tot el poble, amb un bon fons de literatura i un altre d'història local i comarcal. El 1981 publica Bibliografia de Josep-Joan Piquer i Jover en complir els setanta anys (1911-1981), una obra que actualitzà el 1987, després d'enviudar, Bibliografia de Josep-Joan Piquer i Jover (1911-1985) in memoriam. També és l'autora d'una contribució sobre els objectius d'aquella biblioteca, Una petita biblioteca a Vallbona de les Monges.